# دينيس فولف
دينيس ولف (ولد 30 أكتوبر 1978، في توكموك بجمهورية قيرغيزستان) ، لاعب كمال أجسام ألماني محترف في الاتحاد الدولي لكمال الأجسام واللياقة البدنية (IFBB) وحامل لقب بطولة أرنولد كلاسيك لعام 2014.

## النشأة
ولد دينيس ولف في جمهورية قيرغيزستان السوفييتية الإشتراكية إحدى دول الاتحاد السوفييتي السابق لعائلة ألمانية. انتقل إلى توبكي في سيبيريا بروسيا عام 1989، وبقي هناك حتى 1992 حيث انتقل إلى مارل بألمانيا.
تمرن دينيس على الألعاب القتالية التي قادته إلى ممارسة تدريبات الأوزان وكمال الأجسام. ويعرف دينيس بخصره النحيل وضخامة فخذيه. يتحدث الألمانية والروسية بطلاقة وهو يزور روسيا بين الحين والآخر.

## مشاركاته التنافسية[3]

### Professional results
- 2015 مستر أولمبيا - 4th place
- 2014 San Marino Pro - 2nd place
- 2014 EVLS Prague Pro - 1st place
- 2014 Arnold Classic Europe - 1st place
- 2014 مستر أولمبيا - 4th place
- 2014 أرنولد كلاسيك - 1st place
- 2013 Arnold Classic Europe - 3rd place
- 2013 مستر أولمبيا - 3rd place
- 2012 EVLS Prague Pro - 1st place
- 2012 Arnold Classic Europe 2012 - 2nd place
- 2012 مستر أولمبيا - 6th place
- 2012 أرنولد كلاسيك - 2nd place
- 2011 Sheru Classic - 5th place
- 2011 مستر أولمبيا - 5th place
- 2011 Australian Pro - 1st place
- 2011 أرنولد كلاسيك - 2nd place
- 2011 Flex Pro - 4th place
- 2010 مستر أولمبيا - 5th place
- 2010 NY Pro - 3rd place
- 2009 مستر أولمبيا - 16th place
- 2008 مستر أولمبيا - 4th place
- 2007 مستر أولمبيا - 5th place
- 2007 Keystone Pro Classic - 1st place
- 2007 New York Pro - 3rd place
- 2006 مستر أولمبيا - 16th place
- 2006 Grand Prix Spain - 3rd place
- 2006 Montreal Pro Championships - 5th place
- 2006 Europa Supershow - 7th place

### Amateur results
- 2005 IFBB World Champion & Overall Winner
- 2005 WM-Qualifikation (IFBB) - 1st Place
- 2005 46 Deutsche Meisterschaft (IFBB) - 1st Place heavyweight, and overall winner
- 2005 NRW-Landesmeisterschaft (IFBB) - 1st Place heavyweight, and overall winner
- 2005 Int. Hessischer Heavyweight Champion-Pokal - 2nd Place
- 2004 Deutsche Meisterschaft (Germering) (IFBB) - 2nd Place
- 2004 NRW-Landesmeisterschaft (IFBB) - 1st Place heavyweight, and overall winner
- 2002 جائزة بلجيكا الكبرى - 1st Place
- 2002 Mr. Universum (WPF) - Vice World Champion heavyweight
- 2000 Internationale Deutsche Meisterschaft (IFBB) - 4th Place heavyweight
- 2000 NRW-Landesmeisterschaft (IFBB) - 1st Place heavyweight, and overall winner
- 1999 NRW-Landesmeisterschaft (IFBB) - 4th Place heavyweight
- 1999 Multipowerpokal (IFBB) - 4th Place heavyweight
- 1999 Newcomer (IFBB) - 2nd Place heavyweight

## آخر الألقاب
نال دينيس المركز الرابع في مستر أولمبيا 2015 ، وفاز بلقب أرنولد كلاسيك 2014.

## روابط خارجية
- Official Website نسخة محفوظة 26 سبتمبر 2019 على موقع واي باك مشين.
- Official Shop
- Official IFBB Pro Website